# Індекси Міллера

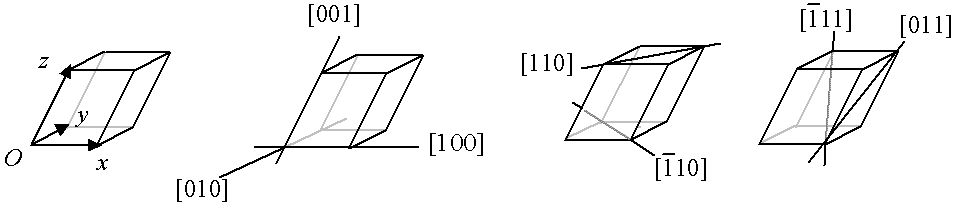
Приклади індексів для різних напрямків

Площини з різними індексами Міллера в кубічних кристалах

Індекси Міллера — система позначень для напрямків, площин, сімейств напрямків і площин у кристалічній ґратці.
Напрямок задається трьома числами [lmn] у базисі ортогональних векторів, які задають обернену кристалічну ґратку, взятими в квадратні дужки.
(lmn) позначає площину, перпендикулярну напрямку [lmn]. 
{lmn} — позначає сімейство площин, еквівалентних (lmn) з врахуванням операцій симетрії.
<lmn> — позначає сімейство напрямів [lmn] з врахуванням операцій симетрії. 
Від'ємні значення заведено позначати рискою над числом, наприклад [{\displaystyle 11{\bar {1}}}].
Усі індекси приводяться до взаємно простих чисел. 

## Інтернет-ресурси
- IUCr Online Dictionary of Crystallography [Архівовано 17 червня 2019 у Wayback Machine.]
- Miller index description with diagrams
- Online tutorial about lattice planes and Miller indices [Архівовано 17 червня 2019 у Wayback Machine.].
- MTEX – Free MATLAB toolbox for Texture Analysis [Архівовано 17 червня 2019 у Wayback Machine.]
- http://sourceforge.net/projects/orilib [Архівовано 17 червня 2019 у Wayback Machine.]  – A collection of routines for rotation / orientation manipulation, including special tools for crystal orientations.